# Столярно-теслярський інструмент

## Столярні інструменти
Для виконання столярних робіт столяри користуються наступним столярним інструментом:

## Б
- Брусок
- Брусок шліфувальний
- Бурав

## В
- Верстак
- Верстат для обрізки брусків
- Викрутка
- Висок

## Г
- Гайковий ключ
- Галтельник
- Гвинтова перка
- Горбач
- Гребеневий рубанок
- Ґрунтубель

## Д
- Долото
- Дорожник
- Дриль ручний
- Дриль спіральний

## З
- Заглибник
- Закрійник
- Затискачі
- Точильний верстат
- Зензубель

## І
- Інструмент для різьблення

## К
- Киянка
- Кліщі
- Коловорот
- Косинець
- Кронциркуль
- Круглогубці
- Кутник з фіксованим кутом
- Кутове долото
- Кутомір

## Л
- Лапчасте долото
- Лещата
- Лещата дерев'яні
- Лінійка
- Лобзик
- Лобзик електричний
- Лобзик пружинний
- Лобзик рамковий
- Лучкова пилка

## М
- Малка
- Мастильниця
- Масштаб (чотиригранна лінійка)
- Молот
- Молоток

## Н
- Навскісник
- Надфіль
- Напилок
- Натиск
- Ніж
- Ножиці
- Ножівка по дереву
- Ножівка по металу
- Нутромір

## О
- Обценьки
- Обушкова пилка
- Олівець

## П
- Перевіряльна лінійка
- Перевіряльна рейка
- Пилка одноручна
- Пилка для випилювання шпунтів
- Пінцет
- Плоскогубці
- Поперечна пилка
- Протяжка

## Р
- Радіально-розмічальна лінійка
- Рашпіль
- Рейсмас
- Рівень
- Різак
- Розводка
- Розсувне свердло
- Рубанок
- Рубанок подвійний
- Рулетка
- Ручна пилка
- Ручник

## С
- Свердлик
- Свердлильний верстат
- Свердло
- Скальпель
- Скоба
- Скобель
- Скобозабивачі
- Сокира
- Стамеска
- Стрічкова пилка
- Струбцина
- Струбцина велика
- Стругально-пиляльний верстат
- Стружок

## Т
- Терпуг
- Тесло
- Точило

## Ф
- Фальцгебель
- Фрезерний верстат
- Фризник
- Фуганок
- Фуганок електричний

## Ц
- Цвяходер
- Центрова перка
- Цикля
- Циркуль
- Циркулярна пилка

## Ш
- Шерхебель
- Шило
- Шкурка
- Шліхтик
- Шнур
- Шпунтовий рубанок
- Шпунтубель
- Штангенциркуль
- Шуруп
- Шурупна перка

## Щ
- Щипці

## Ю
- Юстир

## Я
- Ярунок